# Africanism All Stars
Africanism All Stars е френски проект за диджеи.
Включва повечето известни диджеи от Франция, които правят музика съвместно с африкански музиканти и изпълнители. Проектът започва да се популяризира от 2001 г., от когато привлича все повече и повече фенове на хауса. През 2005 г. е подписан договор с Tommy Boy records. Веднага след това издават първия си сингъл от сета Africanism III – Summer Moon. Песента достига до номер 1 в класацията на Билборд за клубна/денс музика.
Сред DJ-ите, включени в проекта, са и Боб Синклер, Давид Гета, Мартин Солвейг, Ив Ларок, Жоаким Жеро и Еди Амадор.